# Tibrone
Tibrone (in greco antico: Θίμβρων/Θίβρων?, Thìmbron/Thìbron; fine V secolo a.C. – 391 a.C.) è stato un militare spartano.

## Biografia

### Prima campagna in Asia
Nel 400 a.C. fu inviato come armosta, con un esercito di circa 5000 uomini, in aiuto agli Ioni contro Tissaferne, che voleva sottometterli. Al suo arrivo in Asia Tibrone ottenne dei rinforzi,  , ( più propriamente i mercenari dell'anabasi detti “ Cirei” poiché avevano combattuto per l'usurpatore Ciro il Giovane e contro il Re di Persia e di cui Senofonte era strategos e proprio quest'ultimo consegnò a Tibrone i resti dei Diecimila, con i quali riuscì a catturare diverse città. Ma nel frattempo permise alle sue truppe di saccheggiare il paese dei suoi alleati e fu quindi sostituito da Dercillida e costretto a tornare a Sparta, dove fu processato e multato.
Sembra che non fosse in grado di pagare la sanzione e quindi andò in esilio.

### Seconda campagna in Asia
Nel 392 a.C. gli Spartani lo inviarono nuovamente in Asia contro Struta; Tibrone, però, fu di nuovo incurante delle sue responsabilità e della disciplina, mentre si diede ai piaceri conviviali.
Un giorno, di conseguenza, Struta mandò volutamente alcuni cavalieri persiani a commettere depredazioni nella zona di Tibrone; questi balzò avanti in modo disordinato per fronteggiarli, ma Struta improvvisamente si avvicinò con un esercito numericamente superiore, grazie al quale sconfisse e uccise Tibrone.